# 国民议会 (中非)
中非共和国国民议会（法語：Assemblée nationale de la République centrafricaine）是中非共和国的一院制议会。议员是通过两轮选举在单议席选区选举产生的。成员任期五年。

## 历史
国民议会在2005年3月13日和5月8日举行选举后组成，共有105名成员。
中非共和国的立法机关以前（至少在1990年）是一个两院制的机构，称为国会，其中国民议会是下议院，上议院被称为经济和地区委员会（法语：Conseil Economique et Regional）。
根据政府和塞雷卡叛军联盟于2013年1月11日在加蓬利伯维尔签署的停火协议，国民议会将于2014年1月11日前解散，并将举行新的立法选举。根据协议，将组建全国团结政府，并从反对党中选出总理。
自2016年3月27日中非共和国宪法批准以来，国民议会一直是中非共和国的议会。